# Hočko Pohorje
Hočko Pohorje este o localitate din comuna Hoče - Slivnica, Slovenia, cu o populație de 416 locuitori.